# Ricardo Lucas
Ricardo Lucas (* 2. květen 1974) je bývalý brazilský fotbalista.

## Reprezentační kariéra
Ricardo Lucas odehrál za brazilský národní tým v roce 1997 celkem 5 reprezentačních utkání a vstřelil v nich 2 góly.

## Statistiky
| Brazílie | Brazílie | Brazílie |
| Roky     | Zápasů   | Gólů     |
| -------- | -------- | -------- |
| 1997     | 5        | 2        |
| Celkem   | 5        | 2        |